# Atentado terrorista en Tel Aviv (2022)
El atentado terrorista en Tel Aviv (2022) ocurrió el 7 de abril de 2022, cuando tres personas murieron y once resultaron heridas en un tiroteo masivo en la calle Dizengoff en la ciudad israelí de Tel Aviv.

## Antecedentes
Tres ataques ocurrieron en marzo, dos de los cuales fueron llevados a cabo por partidarios del Estado Islámico. Un total de 11 personas murieron, lo que lo convierte en una de las olas de ataques más mortíferas en el país en los últimos años. El más mortífero de los ataques anteriores fue el tiroteo en Bnei Brak.
Otros tres ataques importantes ocurrieron en la calle Dizengoff. En 1994, un ataque suicida de Hamás mató a 22 personas. En 1996, otro ataque suicida de Hamás mató a 13 personas. En 2016, un partidario del Estado Islámico mató a tres personas.

## Atentado
Alrededor de las 9:00 p. m., un tirador supuestamente vestido con ropa negra abrió fuego en tres lugares en la calle Dizengoff, una calle importante en el centro de Tel Aviv, incluso en el Bar Ilka. Diez personas fueron transportadas al Hospital Ichilov. Dos de ellos, ambos hombres de 27 años, murieron a causa de sus heridas. Otras doce personas resultaron heridas, incluidas cuatro de gravedad. Un día después, el kayakista Barak Lufan, de 35 años, que resultó herido durante el ataque, murió debido a sus heridas, lo que elevó el número de muertos a tres.
El hombre armado huyó a pie y permaneció prófugo varias horas después del tiroteo, lo que provocó una extensa persecución por parte de las fuerzas de seguridad. Alrededor de 1000 soldados y policías participaron en la persecución, incluidos soldados de las fuerzas especiales de las unidades de élite Sayeret Matkal, LOTAR Eilat y Shaldag. Los residentes de Tel Aviv recibieron instrucciones de permanecer en el interior y mantenerse alejados de ventanas y balcones. En la madrugada del 8 de abril, después de unas nueve horas, fue encontrado escondido en una mezquita en Jaffa y muerto en un tiroteo con agentes del Shin Bet y agentes de la policía israelí Yamam.

## Autor
El hombre armado fue identificado como Raad Hazem, un palestino de 28 años de Jenin, en el norte de Cisjordania. Hazem había orado en una mezquita en la calle Yefet antes de los disparos, que también fue el lugar donde fue abatido. Sus vínculos con ningún grupo militante no estaban claros.

## Reacciones
Grupos militantes palestinos como Hamás no se atribuyeron la responsabilidad, pero condonaron y celebraron el ataque, alegando que era la «respuesta natural y legítima a la escalada de los crímenes de la ocupación contra nuestro pueblo, nuestra tierra, Jerusalén y la mezquita de Al-Aqsa». El Movimiento de la Yihad Islámica en Palestina se hizo eco de la respuesta de Hamás y advirtió que nuevas «incursiones» en la mezquita de Al-Aqsa solo conducirían a «más resistencia y operaciones de rescate». Por otro lado, el presidente palestino Mahmoud Abbas condenó «el asesinato de civiles israelíes», advirtiendo que el asesinato de civiles en ambos lados solo conduciría a «un mayor deterioro de la situación».
El embajador de Estados Unidos en Israel, Thomas Nides, tuiteó que estaba «horrorizado de ver otro ataque cobarde contra civiles inocentes», y el embajador de la UE en Israel, Dimiter Tzantchev, declaró que estaba «profundamente preocupado por los informes sobre otro ataque terrorista contra civiles israelíes». El secretario de Estado de Estados Unidos, Antony Blinken, también condenó el ataque.
Baréin emitió una condena del tiroteo, que lo describió como una «operación terrorista».
En respuesta al ataque, las Fuerzas de Defensa de Israel lanzaron una incursión en Jenin, asaltando la casa de la familia de Hazem para mapearla para una posible demolición. Durante la operación, las tropas de las FDI intercambiaron disparos con hombres armados palestinos. Un miembro de la Yihad Islámica murió y 13 palestinos resultaron heridos.